# Florian Vereș
Florian Vereș (n.1871 Beznea, Bihor d.1971 Beznea, Bihor) a fost un membru al Gărzii Naționale din comună și delegat al comunei la Actul Unirii. După 1918, Florian Vereș a fost primar al comunei și președinte al cooperativei comunale de consum.